# Paraffection

Paraffection est une entreprise française, filiale de la maison Chanel destinée à racheter et regrouper les métiers d'arts liés à la haute couture et conserver ainsi un savoir-faire Made in France dans le domaine de la peausserie, broderie ou autres métiers d'art. L’entreprise est créée en 1985.

## Historique
Le premier achat d'une entreprise artisanale par Paraffection date de 1985 avec le parurier Desrues. Desrues est initialement situé à Paris puis à Plailly, dans l'Oise.
En 2013, Parraffection est composé de Desrues, ornements et boutons (parurier) fondé en 1929, le plumassier Lemarié fondé en 1880 et acquis au milieu des années 1990, le modiste et chapelier Michel fondé en 1936, Lesage, Massaro, l'orfèvre Goosens fondé en 1950. Le groupe achète en 2005, le parurier floral Guillet fondé en 1869. Le brodeur Montex fondé en 1939 est acheté en décembre 2011 ainsi que le gantier Causse fondé en 1892, et l'écossais Barrie Knitwear spécialiste du cachemire.
Fin 2013, Lesage, déjà propriété de Paraffection, achète le brodeur Lanel — datant de 1949 — après le désir de son dirigeant de prendre sa retraite,. Durant la même période, Chanel annonce avoir acheté la tannerie Bodin-Joyeux spécialisée dans « l'agneau plongé », un cuir très doux. Paraffection fait l'acquisition de Païma en août 2021, entreprise italienne datant de 1963 et spécialisée dans la maille, que ce soit le cachemire, la laine ou le coton. La marque est partenaire de Chanel depuis les années 1990. Cette année là, Paraffaction a intégré une cinquantaine d'entreprise.
« Paraffection n'est pas une œuvre de mécénat » précise son président Bruno Pavlovsky, mais est destiné à apporter « un très fort soutien administratif et leurs métiers exceptionnels valorisent Chanel. » Il ajoute que « ces métiers […] sont essentiels pour continuer à créer ». Depuis 2002 la maison de couture organise un défilé « Métiers d'art » et possède depuis plusieurs années une stratégie d’encouragement et de maintien de ces métiers d'art, y compris par le rachat si besoin. L'appartenance de ces entreprises artisanales à Paraffection ne les empêche pas de conserver une indépendance et vendre leurs réalisations aux autres grandes maisons de couture, mais permet à Chanel d'acquérir des domaines d'expertise, surtout en préservant le savoir-faire sans exigence de notions de rentabilité : « l'intérêt n'est pas du tout financier » précise le magazine économique Challenges.
En parallèle, LVMH - Moët Hennessy Louis Vuitton, depuis 2014, ou Hermès développent des démarches proches.